# Patmara
Patmara (en népalais : पट्मारा) est un comité de développement villageois du Népal situé dans le district de Jumla. Au recensement de 2011, il comptait 3 454 habitants.